# Leichtathletik-Weltmeisterschaften 2009/Teilnehmer (Südafrika)
| Gelbes Symbol für Goldmedaillen mit stilisierten Olympischen Ringen | Graues Symbol für Silbermedaillen mit stilisierten Olympischen Ringen | Braundes Symbol für Bronzemedaillen mit stilisierten Olympischen Ringen |
| ------------------------------------------------------------------- | --------------------------------------------------------------------- | ----------------------------------------------------------------------- |
| 2                                                                   | 1                                                                     | —                                                                       |

Der südafrikanische Leichtathletik-Verband stellte 28 Athleten bei den Leichtathletik-Weltmeisterschaften 2009 in Berlin.

## Ergebnisse

### Männer

#### Laufdisziplinen
| Simon Magakwe                                                        | 100 m            | 10,54 s     | 53 | 10,71 s | 38 | nicht qualifiziert | nicht qualifiziert | nicht qualifiziert | nicht qualifiziert |                    |                    |
| Thuso Mpuang                                                         | 200 m            | 20,91 s     | 25 | 20,87 s | 23 | nicht qualifiziert | nicht qualifiziert | nicht qualifiziert | nicht qualifiziert |                    |                    |
| Pieter Smith                                                         | 400 m            | 48,14 s     | 45 |         |    | nicht qualifiziert | nicht qualifiziert | nicht qualifiziert | nicht qualifiziert |                    |                    |
| Mbulaeni Mulaudzi                                                    | 800 m            | 1:46,40 min | 7  |         |    | 1:45,26 min        | 4                  | 1:45,29 min        | Gold               |                    |                    |
| Samson Ngoepe                                                        | 800 m            | 1:46,54 min | 11 |         |    | 1:49,03 min        | 18                 | nicht qualifiziert | nicht qualifiziert |                    |                    |
| Johan Cronje                                                         | 1500 m           | 3:46,45 min | 41 |         |    | nicht qualifiziert | nicht qualifiziert | nicht qualifiziert | nicht qualifiziert |                    |                    |
| Peter van der Westhuizen                                             | 1500 m           | 3:42,33 min | 16 |         |    | 3:40,00 min        | 22                 | nicht qualifiziert | nicht qualifiziert |                    |                    |
| Norman Dlomo                                                         | Marathon         |             |    |         |    |                    |                    | 2:14:39 h SB       | 12                 |                    |                    |
| Johannes Kekana                                                      | Marathon         |             |    |         |    |                    |                    | 2:15:28 h SB       | 17                 |                    |                    |
| Coolboy Ngamole                                                      | Marathon         |             |    |         |    |                    |                    | 2:16:20 h SB       | 22                 |                    |                    |
| Lehann Fourie                                                        | 110 m Hürden     | 13,67 s     | 24 |         |    | nicht qualifiziert | nicht qualifiziert | nicht qualifiziert | nicht qualifiziert |                    |                    |
| L. J. van Zyl                                                        | 400 m Hürden     | 49,48 s     | 13 |         |    | 48,80 s            | 9                  | nicht qualifiziert | nicht qualifiziert | nicht qualifiziert | nicht qualifiziert |
| Ruben Ramolefi                                                       | 3000 m Hindernis | 8:18,24 min | 7  |         |    |                    |                    | 8:32,54 min        | 13                 |                    |                    |
| Hannes Dreyer Leigh Julius Thuso Mpuang L. J. van Zyl                | 4 × 100 m        | 39,71 s     | 14 |         |    |                    |                    | nicht qualifiziert | nicht qualifiziert |                    |                    |
| Ofentse Mogawane Jacob Mothsodi Ramokoka Sibusiso Sishi Pieter Smith | 4 × 400 m        | 3:07,88 min | 12 |         |    |                    |                    | nicht qualifiziert | nicht qualifiziert |                    |                    |

#### Sprung/Wurf
| Athlet                 | Disziplin  | Qualifikation | Qualifikation | Finale             | Finale             |
| Athlet                 | Disziplin  | Weite/Höhe    | Platz         | Weite/Höhe         | Platz              |
| ---------------------- | ---------- | ------------- | ------------- | ------------------ | ------------------ |
| Godfrey Khotso Mokoena | Weitsprung | 8,29 m        | 3             | 8,47 m             | Silber             |
| Chris Harmse           | Hammerwurf | NMW           | NMW           | –                  | –                  |
| John Robert Oosthuizen | Speerwurf  | 67,86 m       | 44            | nicht qualifiziert | nicht qualifiziert |

#### Zehnkampf
| Athlet          | Disziplin | 100 m      | Weit- sprung | Kugel- stoßen | Hoch- sprung | 400 m      | 110 m Hürden | Diskus- wurf | Stabhoch- sprung | Speer- wurf | 1500 m      | Punkte  | Platz |
| --------------- | --------- | ---------- | ------------ | ------------- | ------------ | ---------- | ------------ | ------------ | ---------------- | ----------- | ----------- | ------- | ----- |
| Willem Coertzen | Ergebnis  | 10,89 s PB | 7,32 m       | 13,16 m       | 2,02 m       | 48,63 s PB | 14,26 s PB   | 42,40 m PB   | 4,60 m PB        | 65,46 m PB  | 4:32,57 min | 8146 NR | 14    |
| Willem Coertzen | Punkte    | 885        | 891          | 677           | 822          | 879        | 941          | 713          | 790              | 820         | 728         | 8146 NR | 14    |

### Frauen

#### Laufdisziplinen
| Athletin       | Disziplin | Vorlauf     | Vorlauf | Viertelfinale      | Viertelfinale      | Halbfinale         | Halbfinale         | Finale             | Finale             |
| Athletin       | Disziplin | Zeit        | Platz   | Zeit               | Platz              | Zeit               | Platz              | Zeit               | Platz              |
| -------------- | --------- | ----------- | ------- | ------------------ | ------------------ | ------------------ | ------------------ | ------------------ | ------------------ |
| Isabel Le Roux | 200 m     | 23,61 s     | 32      | nicht qualifiziert | nicht qualifiziert | nicht qualifiziert | nicht qualifiziert | nicht qualifiziert | nicht qualifiziert |
| Caster Semenya | 800 m     | 2:02,51 min | 8       |                    |                    | 1:58,66 min        | 1                  | 1:55,45 min WL     | Gold               |
| Tanith Maxwell | Marathon  |             |         |                    |                    |                    |                    | 2:41:48 h SB       | 44                 |

#### Sprung/Wurf
| Athletin        | Disziplin  | Qualifikation | Qualifikation | Finale             | Finale             |
| Athletin        | Disziplin  | Weite/Höhe    | Platz         | Weite/Höhe         | Platz              |
| --------------- | ---------- | ------------- | ------------- | ------------------ | ------------------ |
| Janice Josephs  | Weitsprung | 6,22 m        | 30            | nicht qualifiziert | nicht qualifiziert |
| Elizna Naudé    | Diskuswurf | 59,67 m SB    | 16            | nicht qualifiziert | nicht qualifiziert |
| Sunette Viljoen | Speerwurf  | 56,83 m       | 18            | nicht qualifiziert | nicht qualifiziert |